# Hartmut Idzko
Hartmut Idzko (* 27. Mai 1948 in Bad Segeberg) ist ein deutscher Fernsehjournalist und -produzent.

## Beruflicher Werdegang
Idzko legte 1969 in seinem Geburtsort Bad Segeberg das Abitur ab und studierte anschließend bis 1975 Architektur an der Christian-Albrechts-Universität zu Kiel. 1975 wurde er Reporter beim NDR Fernsehen und wechselte 1980 zur ARD, wo er als Redakteur und Programmplaner bei der Tagesschau und den Tagesthemen mitwirkte. 1988 wechselte er zu einem Internationalen Medienprojekt der Friedrich-Ebert-Stiftung in Kairo und Dakar. Für diese baute er Afro-vision auf, einen afrikanischen Nachrichtenaustausch. 1992 kehrte er als Fernsehkorrespondent zur ARD zurück und berichtete aus Japan, Korea und den Philippinen, ab 1995 aus Skandinavien und den Baltischen Staaten und von 1997 bis 2000 aus Singapur. Danach ging er zum NDR-Fernsehen. Seit 2002 arbeitet er als freier Fernsehautor und -produzent. 2002 gründete er die Produktionsgesellschaft IDtv Film-& Fernsehproduktion, die für den öffentlichen Rundfunk arbeitet.

## Auszeichnungen
- 2009: Medienpreis des Bundesministeriums für wissenschaftliche Zusammenarbeit
- 2014 Förderpreis Investigativer Journalismus der Rudolf-Augstein-Stiftung
- 2020 Filmfestival „agrofilm“ Bratislava